# Tipula (Pterelachisus) gelida
Tipula (Pterelachisus) gelida is een tweevleugelige uit de familie langpootmuggen (Tipulidae). De soort komt voor in het Nearctisch gebied.